# Anton Hołowaty
Antin Andrijowicz Hołowaty, Anton Hołowaty (ur. 1744 w Nowych Sanżarach, zm. 28 stycznia?/8 lutego 1797 w okolicy Lenkoranu) – kozacki wojskowy, Kozak zaporoski, oficer Armii Imperium Rosyjskiego, ataman koszowy Kozaków czarnomorskich.
Studiował w Akademii Mohylańskiej w Kijowie. Początkowo pełnił funkcje wojskowe na Nowej Siczy. Po likwidacji Siczy Zaporoskiej przez Katarzynę II mianowany kapitanem Armii Imperium Rosyjskiego, jednocześnie pułkownik Buskiego Wojska Kozackiego. Członek delegacji kozackich do Petersburga.
Brał udział w wojnie rosyjsko-tureckiej 1787–1792 jako dowódca flotylli kozackiej. Odznaczył się przy zdobyciu Tulczy, Izmaiła i Kilii. W 1792 roku otrzymał gramotę zezwalającą na przeniesienie Kozaków czarnomorskich na Kubań, od 1796 ataman koszowy Kozaków Czarnomorskich na Kubaniu.
Zmarł podczas działań wojennych Imperium Rosyjskiego przeciw Imperium Osmańskiemu i Persji. Pochowany na półwyspie Sara w dzisiejszym Azerbejdżanie, mogiła zachowała się po dziś dzień.
Odznaczony Krzyżem św. Jerzego IV klasy i Orderem św. Włodzimierza III klasy. Autor słów kilku znanych pieśni kozackich.
Jego bratem był Pawło Hołowaty, ostatni sędzia wojskowy Siczy Zaporoskiej.